# Trent Brown
Pour les articles homonymes, voir Brown.
(en) Statistiques sur pro-football-reference
Trent Brown, né le 13 avril 1993 à Bastrop dans le Texas, est un sportif professionnel américain de football américain jouant au poste d'offensive tackle dans la National Football League (NFL) depuis la saison 2015.
Sélectionné en 244e rang lors du 7e tour de la draft 2015 de la NFL par la franchise des 49ers de San Francisco, il y reste trois saisons (2015-2017) avant de rejoindre les Patriots de la Nouvelle-Angleterre (2018), les Raiders d'Oakland/Las Vegas (2019-2020), à nouveau les Patriots de la Nouvelle-Angleterre (2021-2023) et les Bengals de Cincinnati en 2024.
Il remporte le Super Bowl LIII avec les Patriots de la Nouvelle-Angleterre au terme de la saison 2018.
Au niveau universitaire, il a joué avec les Gators de l'université de Floride pendant deux saisons (2013-2014) dans la NCAA Division I FBS.

## Biographie

### Jeunesse
Trenton Jacoby Brown naît le 13 avril 1993 et est le deuxième fils de Reginald et Tiffany Brown. À la naissance, il mesure 56 centimètres et pèse 2,95 kg bien qu'il soit prématuré de quelques semaines. Son père, lui-même grand, est un ancien joueur de basket-ball ayant joué en Chine. Jeune, il connaît une forte croissance qui le force rapidement à s'habiller dans les rayons adultes. Au football américain, il joue d'abord aux postes de quarterback puis de running back avant d'être positionné dans la ligne offensive.

### Carrière universitaire
Brown joue deux saisons à l'université militaire de Géorgie et deux saisons en tant que titulaire à mi-temps pour les Gators de la Floride.

### 49ers de San Francisco
Brown est sélectionné en 244e rang lors du septième tour de la draft 2015 de la NFL par la franchise des 49ers de San Francisco.
Après une première saison de développement en 2015, il devient titulaire comme offensive tackle droit pour les Niners et débute quinze rencontres de saison régulière en 2016. Il garde cette place dans l'équipe californienne jusqu'à une blessure à l'épaule après dix rencontres de la saison 2017.

### Patriots de la Nouvelle-Angleterre
En avril 2018, Trent Brown est échangé par les 49ers de San Francisco aux Patriots de la Nouvelle-Angleterre en contrepartie d'un échange de choix de draft (le 95e contre le 143e).
Brown arrive chez les Patriots avec la lourde responsabilité de remplacer Nate Solder (recruté par les Giants de New York avec un contrat record). Il a pour tache de protéger l'angle mort du quarterback Tom Brady. Lors du camp d'entraînement, le grand et physique joueur convainc l'entraîneur de la ligne offensive Dante Scarnecchia (en). Son principal concurrent au poste, le débutant Isaiah Wynn, se blesse gravement le 16 août, faisant de lui le titulaire indiscutable au poste d'offensive tackle gauche,.
Trent Brown se fait remarquer lors de la saison 2018 par ses capacités physiques, son adaptation rapide au système des Patriots et à sa domination sur les jeux de courses. Le site internet Pro Football Focus l'évalue même comme le meilleur joueur de la ligue à ce poste.

### Raiders d'Oakland/Las Vegas
Après cette saison réussie avec les Patriots de la Nouvelle-Angleterre, il signe un lucratif contrat avec les Raiders d'Oakland d'un montant de 66 millions de dollars sur quatre saisons dont 36,75 millions garantis faisant de lui l'homme de ligne offensif le mieux payé de la ligue. L'entraîneur principal Jon Gruden annonce que Brown jouera comme tacle droit, Kolton Miller conservant son poste de tacle gauche.
Lors de ses 11 premiers matchs avec les Raiders, Brown ne concède qu'un seul sack au cours de ses actions de jeu. Le 17 décembre 2019, Brown est sélectionné pour participer au premier Pro Bowl de sa carrière. Le lendemain, il est cependant placé dans la liste des réservistes blessés ce qui met fin à sa saison. 
Il est placé sur la liste des réservistes COVID-19 par les Raiders le 21 octobre 2020 et est réactivé le 30 octobre. Juste avant le 8e match de la saison, Brown est hospitalisé à la suite d'une injection intraveineuse d'avant-match qui avait fait entrer de l'air dans sa circulation sanguine. Il doit faire l'impasse sur le match, est replacé dans la liste des réservistes Covid-19 le 5 novembre
 et finalement réactivé le 2 décembre.

### Patriots de la Nouvelle-Angleterre
Le 17 mars 2021, Brown et un choix de 7e tour de draft 2022 sont échangés aux Patriots de la Nouvelle-Angleterre contre un choix de 5e tour de la draft 2022,.
Désigné titulaire au poste de tacle droit, Brown subi une blessure au mollet dès le premier match de saison régulière, rate les trois suivants et est placé sur la liste des réservistes blessés le 9 octobre 2021. Il est réactivé le 13 novembre. Il signe avec les Patriots le 21 mars 2022 un contrat de deux ans pour un montant de 14 millions de dollars. Il est déplacé au poste de tacle gauche dès le matchs d'avant saison, poste qu'il avait initialement occupé chez les Patriots en 2018.

### Bengals de Cincinnati
Le 19 mars 2024, Brown signe chez les Bengals de Cincinnati où il est désigné titulaire au poste de tacle droit. Lors de la défaite en 3e semaine contre les Commanders,  During the Bengals' Week 3 loss to the Washington Commanders, Brown se déchire le tendon rotulien ce qui met fin à sa saison,..

## Palmarès
- Gators de la Floride (2013-2014)
- 49ers de San Francisco (2015–2017)
- Patriots de la Nouvelle-Angleterre (2018, 2021), vainqueur du Super Bowl LIII.
- Raiders d'Oakland (2019, 2020 ), Pro Bowl 2019